# María Alché
María Alché (geboren am 23. April 1983 in Buenos Aires, Argentinien) ist eine argentinische Schauspielerin, Filmproduzentin, Filmregisseurin und Drehbuchautorin.

## Leben
Alché studierte Filmregie an der nationalen Filmschule ENERC (Escuela Nacional de Experimentación y Realización Cinematográfica) in Buenos Aires, Argentinien und machte 2010 ihren Abschluss. In dieser renommierten Filmschule werden pro Jahr nur zehn Schüler pro Fach aufgenommen. Schnell gelang ihr der Durchbruch und sie spielte die Hauptrolle in Lucrecia Martels La niña santa – Das heilige Mädchen. Sie schrieb und wirkte in einigen Kurzfilmen, die auf wichtigen Festivals wie Locarno, La Habana und Rotterdam ausgestrahlt wurden. 2017 drehte sie mit Die untergegangene Familie ihren ersten Spielfilm, in dem Mercedes Morán, Esteban Bigliardi und Marcelo Subiotto die Hauptrollen spielten.

## Filmografie (Auswahl)
- 2004: La niña santa – Das heilige Mädchen (La niña santa)
- 2018: Die untergegangene Familie (Familia sumergida) (Regie, Drehbuch)